# にゃんぱすー
にゃんぱすーとは、あっとによる漫画作品『のんのんびより』の登場人物・宮内れんげが使用する挨拶。テレビアニメ第1期が放送された2013年度の「アニメ流行語大賞」にて金賞を受賞した。

## 経緯
コミックアライブ編集部は、「にゃんぱすー」という言葉はあっとのノリで「印象に残ってつぶやきやすい言葉を」という理由から選ばれており、予想以上の反響だったと述べている。

## 意味・用法
KADOKAWAのプロデューサー・吉沼忍は「にゃんぱすー」について、小学1年生が考えた「おはこんばんちわ」のような様々な場面で対応できる挨拶と説明している。

## 作中での使用
原作漫画では第2話で初めて使用される。なお、「にゃんぱすー」は宮内れんげが原作漫画で初めて発した言葉となっている。
ライターのたまたまごは、原作漫画では初期に使われて以降ほとんど使われないが、アニメでは製作スタッフがファンの人気を汲み取り使われる回数が増えているのではと推察している。また、KADOKAWAのプロデューサー・山下愼平は第2期では第1期よりも「自然にさらっと」出てくると述べている。

## 反響・評価
|      | 対象語                 | 対象語を使用するキャラクター（登場作品） |
| ---- | ---------------------- | ---------------------------------------- |
| 金賞 | にゃんぱすー           | 宮内れんげ（のんのんびより）             |
| 銀賞 | 駆逐してやる           | エレン・イェーガー（進撃の巨人）         |
| 銅賞 | 俺はフリーしか泳がない | 七瀬遙（Free!）                          |

2013年に『のんのんびより』のテレビアニメ化（第1期）が行われると「にゃんぱすー」の掛け声がアニメファンを中心に話題となり、ガジェット通信が主催する「アニメ流行語大賞 2013」では1位となる金賞を受賞した。ガジェット通信は金賞を受賞した「にゃんぱすー」について、宮内れんげが「にゃんぱすー」とダルそうに言っているのが人気の要因となったようだとコメントしている。
上述のように「にゃんぱすー」という言葉が話題となったことから、ウェブサイト「まんがStyle.」は実際に存在するニャンパス株式会社の代表・登尾徳誠へ反響に関する以下のようなインタビューを行っている。
アニメ見放題サービス「dアニメストア」が特集ページ「みんなで選んだアニメ特集 “迷言”」を公開し、「意味不明だけど気になる言葉！」のうちの一つとして「にゃんぱすー」を紹介した。
日本将棋連盟常務理事の九段・鈴木大介がプロ将棋界唯一となる団体戦「ABEMAトーナメント」（第4回）で九段・佐藤天彦をリーダーとする「チーム天彦」に、四段・古賀悠聖と参加した。第4回大会から各チームがTwitterアカウントを持って日々発信することになり、鈴木が最初に「にゃんぱすー」と投稿したことから、チームメートの佐藤はチーム名に「にゃんぱすー」を採用することを決めたという。なお、鈴木は「にゃんぱすー」と投稿した理由について「ツイッターを使用するのが初めてで何を投稿すればいいか分からなかったから」としていたものの、将棋界で聞き馴染みのなかったこの言葉はすぐに浸透していったという。

## コラボ商品
2014年3月22日から翌23日まで東京ビッグサイトにて開催されたイベント「AnimeJapan2014」のコラボ商品として、赤塚不二夫による漫画作品『もーれつア太郎』に登場するニャロメとケムンパス、そして『のんのんびより』に登場する宮内れんげの3キャラクターが描かれたTシャツが発売された。なお、ニャロメから「ニャ」、ケムンパスから「ンパス」を取ってつなげると「ニャンパス（にゃんぱすー）」となり、このコラボTシャツ名も「『ニャロメ＋ケムンパス＝にゃんぱすー』Tシャツ」となっている。
2021年4月16日から25日までキュアメイドカフェ（オノデン本店4F ジーストア・アキバ内）にて開催されたイベント「『のんのんびより のんすとっぷ』かふぇ」では登場キャラクターをイメージしたコラボメニューが登場し、その中で注文の際に「にゃんぱすー」と挨拶した人のみ注文できる「れんちょん進級おめでとうドリンク」も用意された。